# Manggatal
Manggatal est un village de Malaisie qui se trouve dans l'État du Sabah dans le district de Kota Kinabalu. En 2010 sa population était de 3 868 habitants.